# Agave palmeri
Espèce
Classification phylogénétique
Agave palmeri est une espèce de plante de la famille des Agavaceae appartenant au genre Agave. On retrouve Agave palmeri du sud de l’Arizona jusqu'au nord du Sonora, au nord-ouest du Mexique. Cette espèce possède une distribution non uniforme et est principalement retrouvée dans les prairies désertiques de haute altitude, depuis des dizaines à des centaines de mètres. 
Agave palmeri possède un métabolisme de type CAM (Crassulacean acid metabolism). Ceci lui permet d'ouvrir les stomates de ses feuilles uniquement durant la nuit afin de fixer le CO2 nécessaire à la production d’énergie. Ce phénomène de fermeture des stomates durant la journée, présent chez les Agavaceae et une multitude d’autres familles végétales, permet une réduction non négligeable de la perte en eau par transpiration. La présence de ce métabolisme chez Agave palmeri s’explique principalement par sa distribution en milieux secs et arides. 

## Morphologie, croissance et reproduction
Agave palmeri possède une disposition en rosette, avec de longues feuilles possédant des dents sur leur bordure et une mince épine sur leur pointe. Puisqu’il s’agit d’une plante basse, aux feuilles situées relativement près du sol, elle serait un aliment facile d’approche pour la grande majorité des herbivores vivant dans son environnement. Ces adaptations des feuilles lui confèrent donc une certaine protection contre l’herbivorie.
Cette plante connaît une longue période de croissance pouvant aller de 15 à 20 ans avant d’amorcer l’unique événement de reproduction qu’elle aura au cours de sa vie. Durant la floraison, les tiges portant à leur extrémité des fleurs d’une couleur jaune pâle à blanche s’élèvent du centre de la rosette jusqu'à 5 à 7 mètres de haut. Agave palmeri investit la majorité de son énergie, soit environ 60 % de sa biomasse, dans la reproduction. Durant ses 15 à 20 années de croissance, elle accumule toute cette énergie pour l’éventuel événement de reproduction, car la biomasse produite par la photosynthèse durant cette période n’est pas suffisante pour lui permettre de se maintenir en vie en plus de supporter la grande demande en énergie que lui impose cet événement. Le transfert d’énergie des différentes parties de la plante aux fleurs provoque la mort de l’individu à la suite de cette période de reproduction.

## Interactions avec les autres espèces
Agave palmeri a un rôle important dans les écosystèmes qu’elle habite. Il s’agit d’une source importante de nourriture pour plusieurs mammifères herbivores ainsi qu’une grande diversité d’insectes, en plus d’être une source majeure de nectar pour les chauves-souris pollinisatrices. À elle seule, cette espèce peut produire une succession des communautés d’herbivores et pollinisateurs dans son environnement par le simple changement des propriétés de ses tissus. En effet, le transfert d’énergie et d’eau du centre de la rosette vers la tige et les fleurs lors de la reproduction provoque un changement drastique en ressources disponibles pour les herbivores. La structure et la physiologie de cette plante influencent donc la composition et la diversité des herbivores et pollinisateurs qui colonisent son environnement.
Lorsque la plante passe du stade de croissance au stade reproductif, les ressources (eau et composés carbonés) sont transférées des feuilles à la rosette, puis à la tige et aux fleurs situées au bout de celle-ci. Ce changement majeur provoque à son tour une modification des communautés d’herbivores qui utilisent cette plante comme ressource alimentaire. Ceux qui se nourrissent des feuilles sont remplacés par les prédateurs du centre de la plante, la rosette, qui sont à leur tour remplacés par les herbivores se nourrissant de la tige et en fin par les pollinisateurs et autres prédateurs des fleurs. Chacune des parties de la plante représente donc à elle seule un « habitat » favorable utilisé par un ensemble distinct d’animaux herbivores et pollinisateurs.
La période de floraison la plus importante d’Agave palmeri se situe du 15 juin au 12 août environ . Toutefois, les principales chauves-souris pollinisatrices de cette plante, Leptonycteris curasoae, Choeronycteris mexicana et Leptonycteris nivalis, ne commencent à arriver dans la région qu’à la fin du mois d’août et au début de septembre. L’hypothèse veut donc qu’Agave palmeri et certaines autres espèces d’agaves aient évolué pour que leur période de floraison coïncide avec le passage de ces migratrices.
La relation entre ces espèces est donc qualifiée de mutualisme. Les chauves-souris pollinisatrices tout comme l’Agave palmeri sont aptes à utiliser d’autres ressources pour leur survie ou encore pour leur reproduction respectivement. Il ne s’agit donc pas de mutualisme obligatoire. Toutefois, ils entretiennent une relation importante. La pollinisation par les chauves-souris apporte de nombreux avantages à l’Agave palmeri, par exemple une plus importante production de fruits et de graines, et le pollen de cette espèce d’agave reste la meilleure source de protéines pour ces chauves-souris. 